# Charles De Coster
Charles De Coster (Múnic, 27 d'agost de 1827 - Elsene, 7 de maig de 1879) fou un periodista i escriptor belga que va escriure en francès.

## Biografia
Nascut a Múnic de pare flamenc i mare valona, Charles De Coster estudia a la Universitat Lliure de Brussel·les on, format en l'esperit del lliure examen, guanya conviccions demòcrates i anticlericals. En principi periodista, es fa professor de literatura a l'Escola de guerra de Brussel·les. Aleshores es dedica a la literatura.
Les Légendes flamandes, publicades a la revista Uylenspiegel on col·labora, coneixen un cert èxit però la resta de la seva obra ha hagut d'esperar la generació de la Jove Bèlgica, aquella de Camille Lemonnier, de Georges Eekhoud per exemple, per ser reconegut. L'obra de capçalera d'en De Coster, La Légende et les Aventures héroïques, joyeuses et glorieuses d'Ulenspiegel et de Lamme Goedzak au pays de Flandres et ailleurs, va desagradar als mitjans conformistes belgues. Conegut al món sencer, traduït a totes les llengües europees, és ignorat al seu propi país. La Légende d'Ulenspiegel encarna el cor i l'esperit de la Flandre de la que n'evoca el folklore, el clima i les tradicions. Barreja la història i el mite, l'aventura d'una família a la d'un poble. De Coster, que escriu en francès, reconstitueix una època com a poeta visionari i crea una llengua nova en la gran tradició rabelesiana. Till Eulenspiegel és sobretot el defensor de la Llibertat, aquell que ha lluitat contra l'opressió de Felip II i del duc d'Alba, l'heroi que s'ha revoltat contra totes les formes d'opressió. Fa més de 70 anys, Abel Lefranc, del Collège de France, demanava «que França, en particular, consideri que Ulenspiegel honora la seva llengua» i que es decideix finalment a instal·lar-lo «fraternalment al seu Panteó literari». L'obra coneixerà un èxit universal. Gérard Philipe ha adaptat la seva obra a la pantalla però la millor adaptació cinematogràfica continuarà sent la dels realitzadors soviètics Alov i Naoumov produïda el 1977.
Fou francmaçó, membre de la Lògia Les Vrais Amis de l'Union et du Progrès Réunis del Grand Orient de Belgique, en la qual va ser iniciat el 7 de gener de 1858.

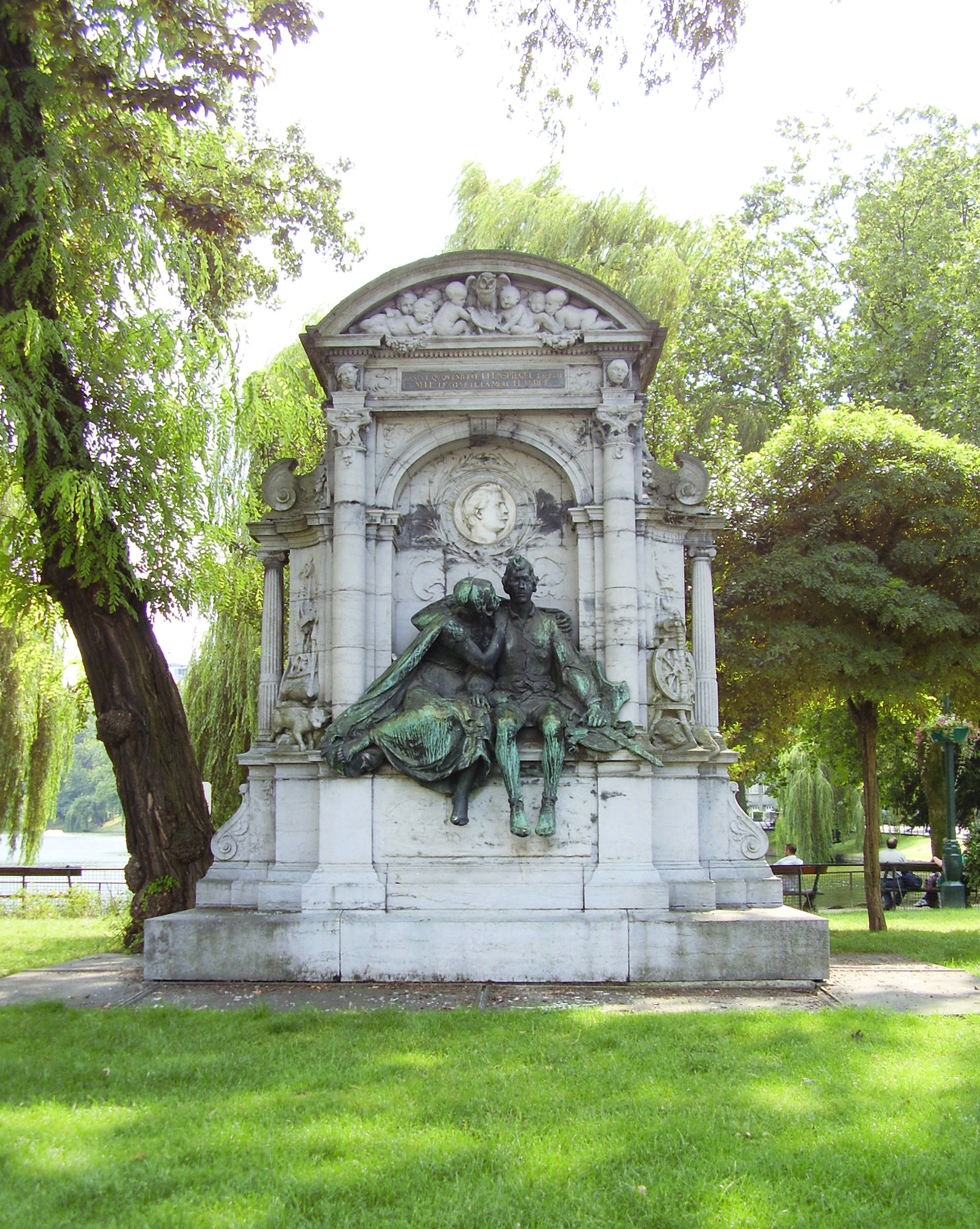
Monument a Charles De Coster